# Formaella Arachovas Parnassou
Formaella Arachovas Parnassou (Φορμαέλλα Αράχωβας Παρνασσού en griego) es un queso griego con denominación de origen protegida a europeo desde 1996. Se produce en la región montañosa del Parnaso, en particular alrededor de la ciudad de Arájova, en la prefectura de Beocia. 

## Características
Se elabora principalmente con leche de oveja, pero también se usa mezcla con una pequeña porción de leche de cabra. Cinco días después de hacerlo, el queso se lleva a cuevas en la montaña del Parnaso, donde se queda durante meses para madurar. Tiene forma de cilindro. Su textura es semidura. El sabor resulta fuerte y a pimienta. Se usa como queso de mesa o para rallar o cocinado frito en saganaki. Tiene un 50% máximo de humedad y un 40% mínimo de materia grasa. Su color es amarillento, y normalmente está disponible en piezas de medio kilo. Se parece al queso kalavrita del Peloponeso. 